# サッカー
サッカー（英: soccer）は、サッカーボールを用いて1チームが11人の計2チームの間で行われるスポーツ競技。フットボール（英: football)の一種であり、アソシエーション・フットボール（英: association football、協会式フットボールの意）またはアソシエーション式フットボール (略称：ア式蹴球) とも呼ばれる。他のフットボールコードと比較して、手の使用が極端に制限されるという特徴がある。
サッカーは、210を越える国と地域で、多くの選手達によってプレーされている。4年に1回開催されるFIFAワールドカップのテレビ視聴者数は全世界で通算310億人を超えており、世界で最も人気があるスポーツ である。

## 概要
1チームは11人。2チームが敵味方となり、❶個のボールを主に足を使って移動させ（腕、手を使ってはいけない）、自チームのゴールを守りつつ、相手チームのゴールへ運び、相手ゴールにボールが入ると、自チームの得点が1点加算される。試合は制限時間のホイッスルによって終了し、時間内により多くの得点を記録したチームが、勝ちとなる。足を使うことが基本であるが、手と腕以外の部分であれば使っても問題ない。例えば、腿、胸、頭、肩、膝などが挙げられる。手や腕でボールを故意に扱った場合は反則となる。各チームには1人だけ、ゴールキーパーというゴールを守る特別な役割のプレーヤーを置くことが定められている。ゴールキーパーだけが、自ゴール前の一定の領域（ペナルティエリア）内に限り、手を含む全身でボールを扱うことを許される。

## 名称

### フットボールとサッカー
| 言語           | 呼称           | 発音                                                                            |
| -------------- | -------------- | ------------------------------------------------------------------------------- |
| 英語           | football       | [ˈfʊtbɔːl] ( 音声ファイル) フッボー                                             |
| 米語           | soccer         | 米語発音: [ˈsɑkər] サーカー 英語発音: [ˈsɒkə(r)] ソカ                           |
| フランス語     | football       | [futbol] ( 音声ファイル) フトゥボル                                             |
| スペイン語     | fútbol         | [fudβ̞ol] フッ（トゥ）ボル                                                       |
| ポルトガル語   | futebol        | ポルトガル:[futəˈbɔɫ] フーチボウ（ル） ブラジル:[futʃiˈbɔw~futeˈbɔw] フーチボウ |
| 日本語         | サッカー、蹴球 |                                                                                 |
| 韓国・朝鮮語   | 축구（蹴球）   | [t͡ɕʰuk̚k͈u] チュック                                                              |
| 中国語         | 足球           | 拼音: zúqiú 音声 ズウチョウ                                                     |
| ロシア語       | Футбол         | [fʊdˈbol] ( 音声ファイル) フッボル                                              |
| イタリア語     | calcio         | [ˈkaltʃo] ( 音声ファイル) カ（ー）ルチョ                                        |
| ドイツ語       | Fußball        | [ˈfuːsˌbal] ( 音声ファイル) フースバル                                          |
| オランダ語     | voetbal        | [ˈvudbɑl] ( 音声ファイル) フトバル                                              |
| フィンランド語 | jalkapallo     |                                                                                 |
| アラビア語     | كرة القدم      | kurat al-qadam                                                                  |

発祥の地であるイギリスでは、正式にはアソシエーション・フットボール（association football）、通例フットボール（football）が使用される。
「サッカー」と言う呼称は、他のフットボールと区別する必要がある場合に用いられやすい。アメリカ、オーストラリアではラグビーフットボール、アメリカンフットボールとの混同を避けるため、サッカー (soccer) を使用する。
soccerという名称は、「アソシエーション式フットボール」(Association Football) が転化した物であり、associationの短縮形socに接尾辞cerをつけてできたとされる。これはイングランドのオックスフォード大学で19世紀後半に流行った、語尾に接尾辞「 -er 」をつけるという通称のつけ方に由来する。このOxford "-er"スラングには、ラグビーフットボールを指すラガー (rugger)、サッカー協会の名前でもあったフッター(footer)などもある。当初、association の略式表記 Assoc. が登場し、そこからさらに語頭の二文字が省略されて1889年に初期の形である socca という表記の記録があり、1891年に socker 、1895年に soccer の記録がある。当初は assoccer と綴られていたともいう。
協会名称に「soccer」に当たる語を使用しているのはFIFA加盟国ではアメリカ、カナダ、米領ヴァージンの3ヶ国・地域のみで、日本協会は便宜的に国内でのみ使用している（日本語表記は「日本サッカー協会」であるが、英語表記では Japan Football Associationとしている）。
日本では、フットボール、ア式蹴球、蹴球などと呼ばれてきたが、ラグビーフットボール、アメリカンフットボールと区別し、呼称をはっきりさせるために1960年頃からサッカーと呼ぶようになった。従来の日本蹴球協会は1974年に日本サッカー協会に改称した。
国際サッカー連盟に加盟する国の約9割は「フットボール」を自国の言語に訳した単語を使っており、「サッカー」と呼称する国は少ない。
世界的に英語: football が外来語となり広く用いられている。フランス語: footballを筆頭にして、スペイン語、ポルトガル語、ルーマニア語などのロマンス語の系統に典型である。またスラブ語派のロシア語、ウクライナ語、ベラルーシ語、セルビア語、ブルガリア語ではキリル文字による表記も同一でФутболを用いる。これをラテン文字で表記するとfutbolになり、スペイン語のものと同一である。
しかし、イギリスでもかつては、「サッカー」という言葉は、一般的に使用されており、1959年のデイリー・ミラー紙でも「サッカー」は使われていた。1966年ワールドカップで初優勝したイングランド代表キャプテンのボビー・ムーアが編集した雑誌は『ザ・ブック・オブ・サッカー』、マンチェスター・ユナイテッドFCの監督マット・バスビーの1974年の自伝のタイトルは『サッカー・アット・ザ・トップ』だった。1970年代の玩具「スビューテオ・テーブル・サッカー」のパッケージのどこにも「フットボール」という言葉はなく、1970年代にサッカー番組の「マッチ・オブ・ザ・デイ」でもジミー・ヒルとデビッド・コールマンが組んでいたバンド名は「サッカー」だった。スポーツ経営学者ステファン・シマンスキーは、1980年以来、イギリスの出版物で「サッカー」という言葉の使用は減少しており、それが使用される場合、通常アメリカの文脈を指すが、これは、1980年頃北米サッカーリーグの興隆への反動であると述べている。1994年のワールドカップ・アメリカ大会開催によって、「サッカー」という言葉がイギリスで用いられることはなくなり、アイリッシュ・タイムズのコラムニストのドナルド・クラークは、「サッカー」は不潔なアメリカニズムであり、この言葉を使うことは裏切りとみなされると述べている。

### footballの翻訳
次に英: footballをfoot（足）とball（ボール、球）に分解して、自分達の言語での訳語をそれぞれ当てはめる呼称の仕方が存在する。ドイツ語: Fußballが典型で、Fußがfootに、ballがballに相当する。ヨーロッパの言語ではゲルマン語派に特徴的な表記方法であるが、これらの言語は語彙的に英語に近い（英語はゲルマン語派）ためドイツ語: ballと英語: ballのように語彙的な違いがない（発音は違う）か、あってもFußとfootのように違いがそれほど感じられない場合も多い。オランダ語、デンマーク語、ノルウェー語、スウェーデン語、アイスランド語等がこれに相当する。この方法を踏襲するのはゲルマン語派に限らず、近隣の言語にも影響している。フィンランド語やギリシャ語、アラビア語などが相当する。これらの言語は英語と語彙がかなり乖離しているためゲルマン系の言語とは印象が大きく異なる。また、footballを外来語として用いることが多いロマンス語の系統の中で、イタリア語が、この表記法に近い面を有する。calcioは元々「蹴る」という意味の言葉が変化したものである。イタリア語でカルチョと呼ぶのは歴史的な理由がある為である。また、スペイン語: balompiéという言葉がある。これはbalón（ボール）とpie（足）を組み合わせた語であるが、一部のクラブの名称としては使われるが、英語からの外来語のフトボル（fútbol）のほうが一般的である。
漢字文化圏のうち中華圏における漢字表記では、「足球（ズーチィウ）」が当てられている。これはゲルマン系の言語と同じケースである。一方同じ漢字文化圏でも日本語では「蹴球（しゅうきゅう）」という漢字が当てられている。漢字表記自体が一般的ではないものの、朝鮮語における漢字表記も「蹴球（축구、チュックー、ツックー）」が用いられる。
日本語では、foot（足）でなく、「蹴る」と「ボール」が組み合わさっており、このスポーツを動的に捉えた意訳をしている。このように「蹴る」と「ボール」を組み合わせたものには、イタリア語のカルチョ、ハンガリー語: Labdarúgás、ベトナム語: Bóng đáなどが相当する。

## 試合
サッカーはLaws of the game（競技規則）として知られている一組のルールに従ってプレーされる。
試合は、サッカーボールとして知られている球形のボール（FIFAの試合では外周71 cm (28 in)）を使用してプレーされる。
それぞれ11人の選手からなる2チームは相手チームのゴール（ポストの間かつバーの下）にボールを入れ、得点することを競う。
試合終了の時点でより多くのゴールを記録したチームが勝者となる。もしゴールが同点の時は、試合は引き分けとなる。（勝敗を決める場合は、延長戦をすることになる）
それぞれのチームは1名のキャプテンによって率いられる。
競技規則で定められているキャプテンの唯一の公式な責務は、キックオフあるいはペナルティーキックの前のコイントスに参加することである。
試合における主要な規則は、ゴールキーパー以外の選手はプレー中に手あるいは腕を使ってボールを故意に扱ってはならないということである。スローインによる再開の際には手を使用してもよい。選手は大抵ボールを動かすのに足を使用するが、手あるいは腕以外の体のどの部分を使用してもよい（とりわけ額を用いたヘディングが使われる）。通常のプレー中は、全ての選手はどの方向にボールを動かしてもよいし、ピッチの至るところに移動してもよいが、オフサイドポジションでボールを受けることはできない。
典型的な試合では、選手はドリブルでボールをコントロールしたり、チームメートにパスをしたり、相手ゴールキーパーによって守られたゴールに向かってシュートしたりすることで、得点機会を作り出そうと試みる。相手選手はパスを途中で捕まえたり、ボールを保持した選手に対してタックルしたりすることでボールの支配を取り戻そうとする。しかしながら、相手との間の身体的接触は制限されている。サッカーは一般的に流動的なゲームであり、プレーが止まるのはボールがフィールドを出るか、規則違反のために審判によってプレーが止められた時のみである。停止後、規定の方法によってプレーを再開する。

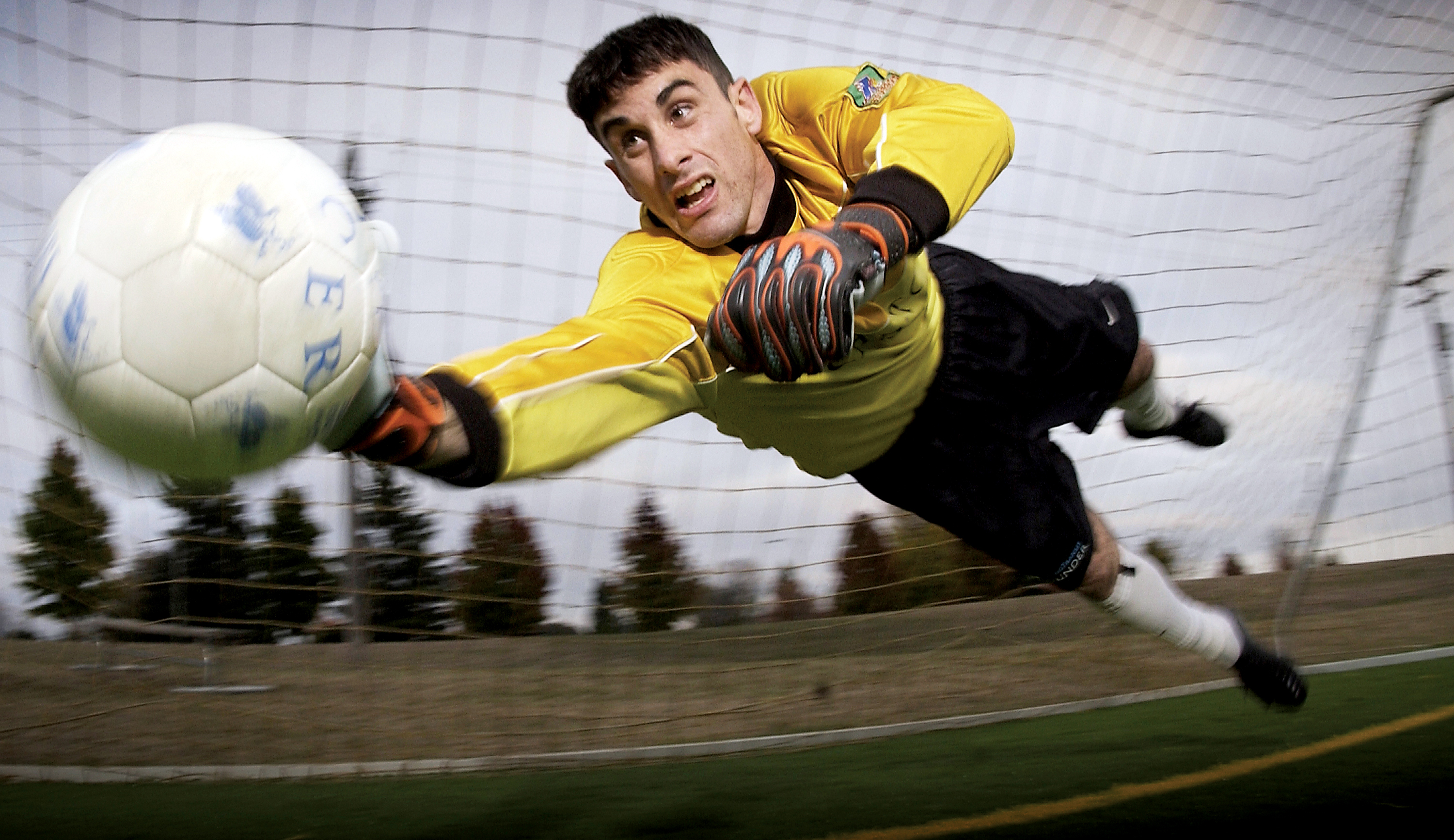
ボールがゴールに入るのを止めるために飛び込んでいるゴールキーパー

プロフェッショナルレベルでは、ほとんどの試合でわずか数ゴールしか生まれない。例えば、2005-06シーズンのイングランドプレミアリーグでの一試合平均ゴール数は2.48であった。競技規則では、ゴールキーパー以外のポジションは規定されていないが、多くの専門化された役割がこれまでに生じている。これらは、3つの主要なカテゴリーが含まれる。得点が主な役割であるフォワード(FW)]、相手チームの得点を防ぐことに専門化したディフェンダー(DF)]、フォワードにボールをパスするために相手からボールを奪い保持するミッドフィールダー(MF)]である。これらのポジションの選手は、ゴールキーパーと区別するためにフィールドプレーヤーと呼ばれる。これらのポジションは、選手がほとんどの時間に位置しているフィールド上のエリアに応じて、更に細かく分けられる。例えば、センターバックや、レフト（左）ミッドフィールダー、ライト（右）ミッドフィールダーなどである。10人のフィールドプレーヤーの組み合わせは様々である。それぞれのポジションの選手の数がチームのプレースタイルを決定する。フォワードが多くディフェンダーが少ないチームはより攻撃的となるが、逆はより守備的なスタイルとなる。選手は通常特定のポジションで試合のほとんどを過ごすが、選手の移動に関する制限はほとんどなく、いつでもポジションを入れ替えることができる。選手の配置は「フォーメーション」として知られている。チームのフォーメーションおよび戦術の決定は大抵、チームの監督の権限である。

## 歴史

### 起源
サッカーは、古代からあったとされる。

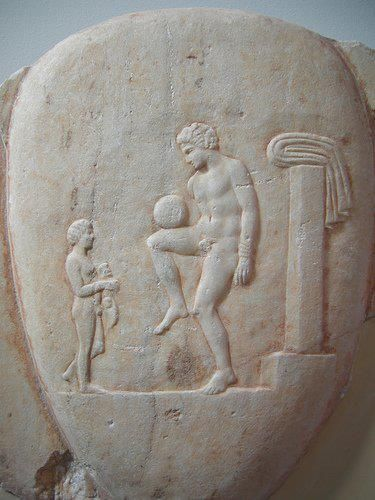
紀元前400 ～ 375年に作られたピレウスの墓碑には、パライストラでボールの練習をする若者が彫られている。

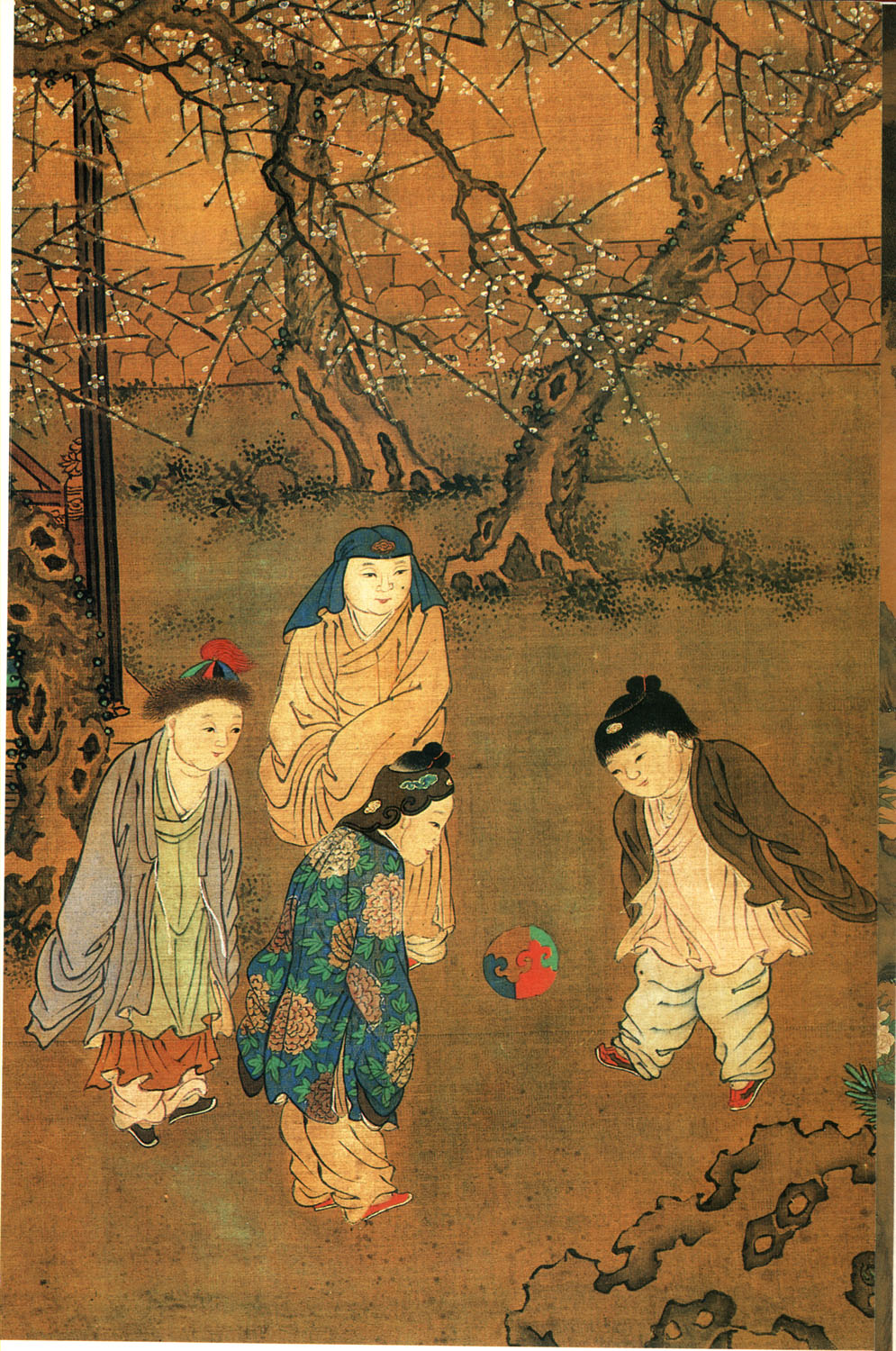
宋代の画家蘇漢臣「長春百子圖」

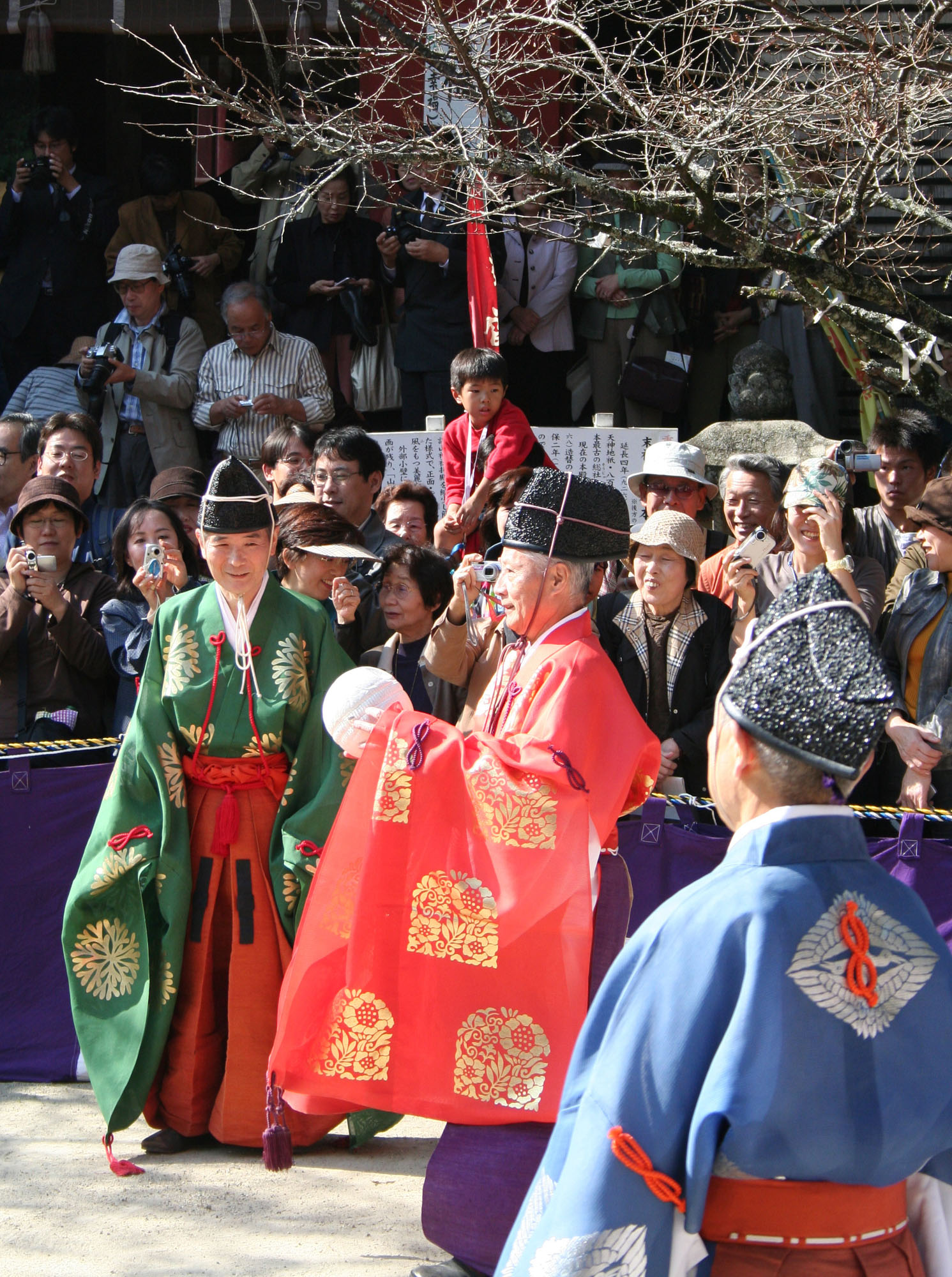
談山神社のけまり祭

南米ではアマゾンの熱帯雨林から天然ゴムが採取できた為、早くからボールを蹴る競技が行われていた。パタゴニアやアンデスのインディオ文明からは、様々なボール（もしくはそれに類するもの）や、ボールを蹴る競技の証拠が見つかっている。紀元前1500年チリのピリマタム、パタゴニアのチョエカ、紀元前800年メキシコのマヤ文明のポク・タ・ポクまたはピッツ、アステカのウラマリツリなどがあった。
足でボールを蹴る遊戯は、考古学的には、古代エジプト、古代ギリシャ、古代ローマから足でボールを蹴る人物のレリーフが発見されている（紀元前200年古代ギリシャのエピスキロス、紀元前200年古代ローマのパルパツウム）。
FIFAミュージアムでは、日本と中国の蹴鞠、メソアメリカの球技、古代ギリシャの球技エピスキロスやファエニンダ(Phainínda)、アポラクシス(aporraxis)、オウラニア(ourania)、古代ローマの球技ハルパストゥム、トリゴン、フォリス、パガニース、アレナータなどがサッカー前史として紹介されている。
中国・日本・東南アジア
中国では戦国時代に足で鞠を蹴りあう蹴鞠（しゅうきく）という遊戯が存在したことが、前漢末（紀元前1世紀）の「戦国策」に見える。同じく前漢の史記には、蹴鞠が、軍事訓練の基礎的な課目の一つであったと記載されている。
2014年には、内モンゴル自治区バヤンノール市磴口県で、早期青銅器時代から新石器時代後期の約5000年前の岩壁画に蹴鞠が描かれていたことが発見された。2014年にFIFAのゼップ・ブラッター会長が中国の博物館に「中国はサッカー発祥の地」とする認定証をおくった際は物議を醸した。
蹴鞠は日本にも伝わり、644年には遊ばれており、独自の発展を遂げた。FIFAミュージアムは、日本の蹴鞠は、何世紀も受け継がれてきた歴史的な記録を持っており、正確な詳細がわかっている唯一の古代の球技であると紹介している。
東南アジアのマレー半島には、ボールを落とさないように数人で蹴り合うセパラガがあり、蹴鞠に類似している。タイには、篭の中にボールを蹴り入れることを競うジャンクイタクローがあり、これらはサッカーとバレーボールを合わせたようなセパタクロー(Sepak Takraw)として、9世紀からスポーツとして遊ばれている。セパタクローは、中国の蹴鞠が伝わったものともいわれる。

#### イタリア

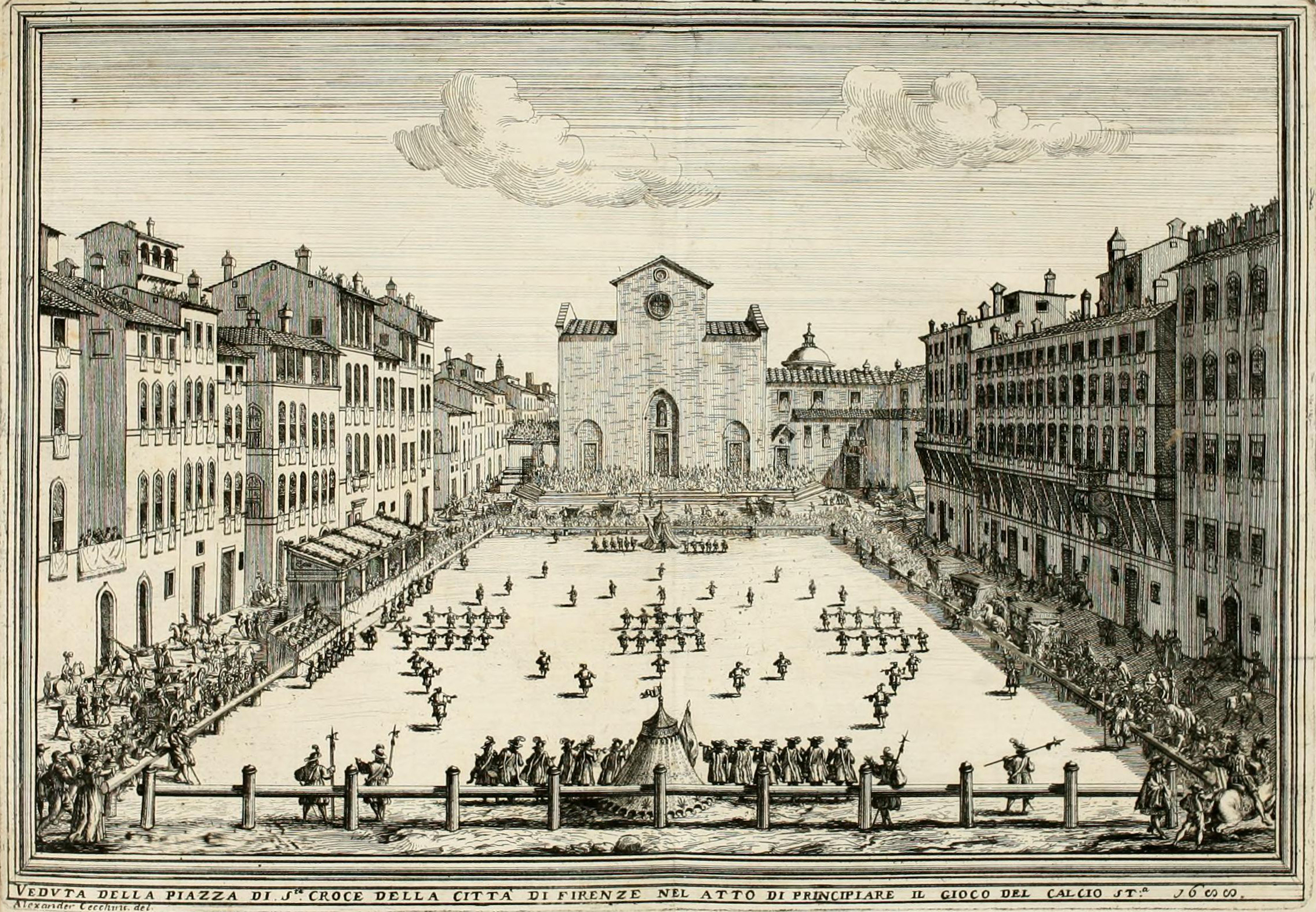
17世紀、フィレンツェで行われたカルチョ・フィオレンティノの様子

15世紀イタリアでも、イングランドのフットボールに良く似た「カルチョ」(Calcio) という遊びが存在した。この遊びがイングランドやフランスと決定的に異なる点は、農村地帯の広い空間でなく、都市の限られた空間である広場で行われていたことである。そのため自ずとフィールドが限定され、参加人数も限られたものとなり、簡単な役割や作戦も決められていたようで、これは現在のフットボールにかなり近い存在であったと言える。

### サッカーの確立
フットボールやカルチョのような遊びは近世末までヨーロッパ各地で行われていた。イングランドで行われていたものについては、決められたルールなどなく、色々なやり方でプレーされており、そのため極めて乱暴で、殺人を除くあらゆる手段が使われ、時に死者を出すことすらあったため、1314年にロンドン市長がエドワード2世の名で禁止令を出して以降、1847年までの533年間で、わかっているだけで42回にわたって禁止令が出されている。16世紀に宗教改革が行われると、禁欲的な生活から少し開放的になり、国王の庇護のもとに試合が行われるようになった。ところが18世紀中頃から19世紀にかけて勃興した産業革命によって、大量の工場労働者を生み出すために農村の共同体が崩壊させられると次第に廃れていった。
農村の代わりにフットボールをレクリエーションとして受け入れ、近代的な「スポーツ」として成立させたのがイングランドにおけるパブリックスクールである。パブリックスクールでも当初は農村での遊びに近い形態で行われていた。18世紀の後半にパブリックスクールが上流階級の子弟のための教育機関となると、生徒は自分達よりも下の階級に属する校長や教師の指導に従わなくなった。この時期（18世紀後半から19世紀初め）にかけてのパブリックスクールには乱暴な雰囲気があり、フットボールもそのような雰囲気のなかで行なわれており、上級生が下級生に権力をふるうための手段ともなっていた。産業革命により新たに台頭した企業家たちがパブリックスクールの運営にもかかわるようになると、上級生が下級生を支配するのではなく、教師の権威が確立され、学校の規律が守られるようになった。こうしたパブリックスクール自体の改革によって、フットボールもまたルールに基づき人格形成に役立つような「スポーツ」を目指すようになった。

### フットボールとラグビーの分岐
当時のフットボールは学校毎にルールが異なり、他校との試合の際はその都度ルール調整のための話し合いが持たれていたが、手間もかかり、ルールに対する理解に齟齬を来たした。そのため、ルール統一を目指した協議がしばしば行われ、1846年にケンブリッジ大学で共通ルールとしてのケンブリッジルールが立案された。これが現在のサッカーのルールの基になった。ケンブリッジルールの特徴としてラグビー校式のルールがほぼ取り入れられなかったことが挙げられる。上流階級の出身者が多いイートン校やハーロー校の卒業生が、中流階級の子弟が比較的多いラグビー校の卒業生を格下とみなしていた階級差別もこの一因であったことが指摘されている。
こうして1850年代までにはイートン校を中心とする「手を使うことを制限するルール」と、ラグビー校を中心とする「手を使うことを許可するルール」との二大勢力に収束していったが、両者の間には依然として大きな隔たりがあった。1863年には、一部のクラブはボールを手で持って運ぶこと（キャリング）、ボールを運んでいる相手の脛を蹴ること（ハッキング）を認めるラグビー校スタイルのルールを採用し、その他のクラブはどちらも禁止していた。1863年10月26日にイギリスのロンドンにある居酒屋フリーメイソンズ・タバーンにて、ロンドンの12（11とする資料もある）のクラブが「統一ルールの作成と、試合における同ルールの運用に携わる協会の設立」を目指した会議を開いた。参加したクラブは、バーンズ、ブラックヒース（後に脱退）、ブラックヒース・スクール、クルセイダーズ、クリスタル・パレス、フォレスト、ケンジントン・スクール、ノー・ネイムズ、パーシバル・ハウス、サーピトンなどである。この日がフットボール協会（FA）の公式な設立日とされる。この日の会合ではハッキング派と反対派との間の激しい隔たりがあった。同年11月17日の会合ではハッキング派が優位に立ち、この問題を議論した。FAの主事エベネーザー・コッブ・モーリーによって起草されたFAの規則の初稿はこの好みを反映し、今日ではサッカーよりもラグビーに近いと見なされるであろう多くの要素を含んでいる。
11月24日の会合では、「ハッキング派」が再び辛うじて過半数を占めた。しかしながら、この会合で、モーリーはその年の10月に出版されキャリングとハッキングを禁止したケンブリッジ大学のフットボール規則に出席者の注意を向けさせた。ケンブリッジルールの議論とこの問題に関してケンブリッジと意思疎通をはかることを勧める提案によって、規則の最終的な「調停」は12月1日の会合に先延ばしとなった。ラグビー式フットボールを支持する多くの代表者はこの追加会合に出席せず、結果としてキャリングとハッキングは禁止された。ブラックヒースと他のハッキング支持派クラブはFAを脱退した。ハッキング派（ラグビー派）は、1871年にラグビーフットボール連合を設立した。
同1863年12月、FAの規則の最終版が正式に採用された、14条から成る統一ルールが誕生した。これを現代サッカーの始まりと見なすことができる。FAのフットボールは協会式フットボール（Association Football）と呼ばれるようになった。その省略形 soc に「人」を意味する -er をつけたものが soccer の語源であり、1880年代頃から使われているといわれている。1863年の規則と現在の規則との大きな違いは以下の通りである。
- クロスバーがなく、ゴールはどの高さでも決めることができること（今日のオーストラリアンフットボールと同じ）
- ほとんどのハンドリングは禁止だったが、ボールのキャッチは認められていた（持ったまま走ったり、投げたりはできなかった）。フェアキャッチに対してはフリーキックが与えられた（今日のオーストラリアンフットボール、ラグビーユニオン、アメリカンフットボールに残っている）。
- 厳格なオフサイドルール。ボールより前にいる味方選手はオフサイドとなった（今日のラグビーユニオンのオフサイドと似ている）。唯一の例外はボールがゴールラインの後方から蹴られた時。
- ボールがタッチの外に出た後に最初にボールに触った選手にスローインが与えられた。ボールはタッチラインから直角に投げ入れなければならなかった（今日のラグビーユニオンのラインアウトと同じ）。
- コーナーキックはなかった。ボールがゴールラインの後ろに出た時は、ラグビーと幾分似た状況となった。攻撃側が最初にボールに触った時は攻撃側がボールを触った地点から15ヤード後方からゴールへのフリーキックを得て（ラグビーのコンバージョンに幾分似ている）、守備側が最初にボールに触った時は、ゴールラインの後方からのキックアウトとなった（現在のゴールキックに相当する）。
- ゴールが決まる毎にエンドを交換した。
- ゴールキーパー、審判、反則に対する罰、試合時間、ハーフタイム、選手の数、ピッチのマーキング（プレーエリアの境界線を印す旗のみ）については規定が設けられていなかった。

このFAルールでの初の試合、つまり世界初の「サッカー」の試合は、1863年12月19日にイングランドで行われたリッチモンド対バーンズ戦で、0-0の引き分けだった。
1850年代は英語圏でパブリックスクールや大学との繋りを持たない多くのクラブが設立され、様々なルールでフットボールをプレーしていた。その内の1つの北部のクラブであるシェフィールドFCは1858年にシェフィールド・ルールを策定し、このルールは北部地域ではサッカーよりも人気を博していた。シェフィールド・ルールではコーナーキックやスローイン、クロスバーが考案され、またフェアキャッチを廃止したことによりヘディングの技術が発展した。サッカーはこれらの要素を取り込みつつ、最終的に1877年にはFAのルールとシェフィールド・ルールが統一された。ゴールキーパーのポジションは1871年に導入された。

### サッカーの伝播

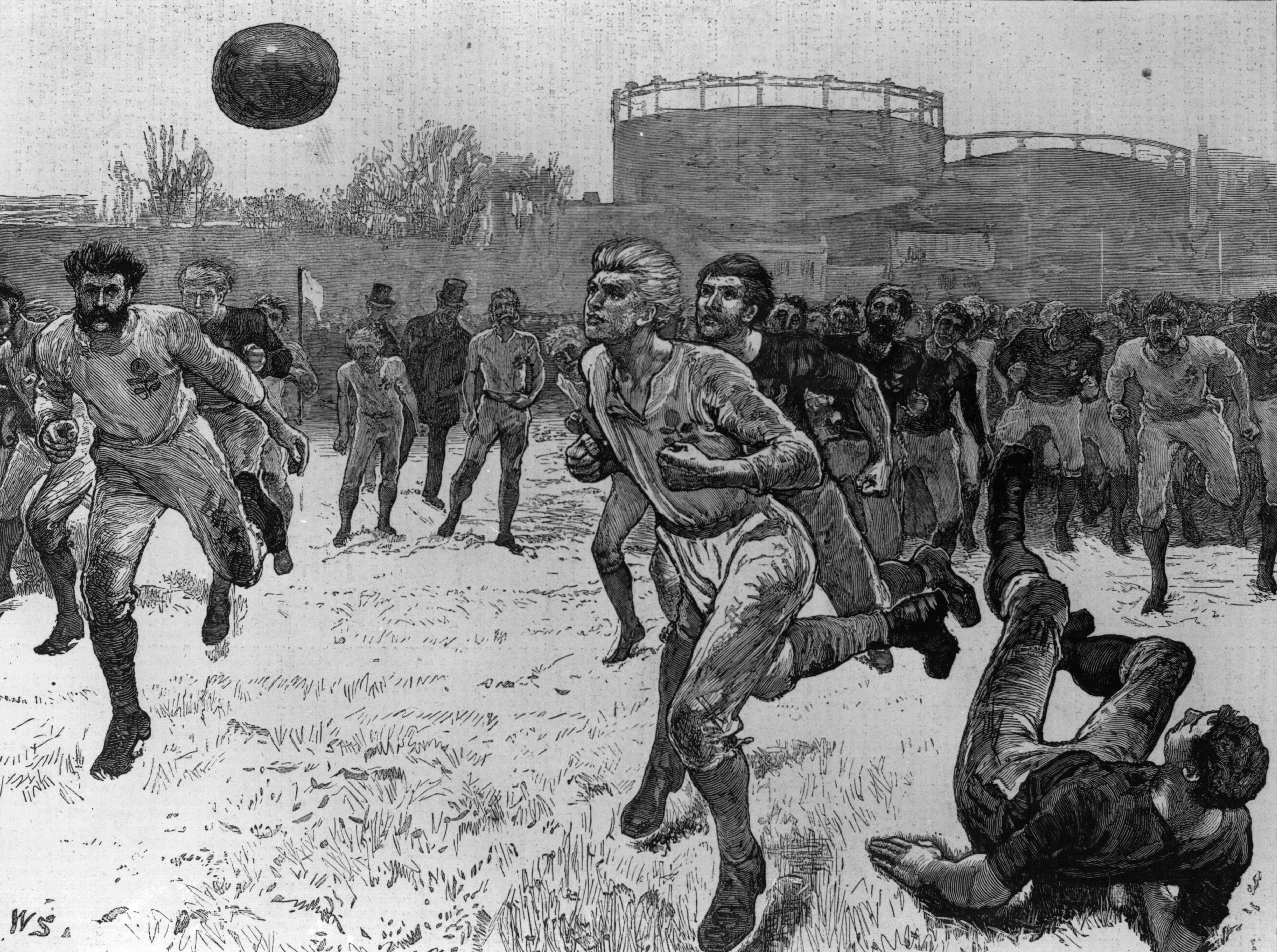
1872年、イングランドとスコットランドの間で行われた世界初の公式国際試合（当時の新聞の挿絵）

イングランドのパブリックスクールで始められたサッカーは、パブリックスクールのOBを中心に早い段階からイギリス各地域（スコットランド、ウェールズ、アイルランド）に広まっていった。1870年3月5日、ロンドンのケニントン・オーヴァルで「非公式」ながら、世界初の国際試合がイングランドとスコットランドの間で行われ、1-1の引き分けに終わった。その後、この試合も含め両者は5回に渡り非公式国際試合を行った。1872年11月30日に、グラスゴウのパーティック地区のハミルトン・クレッセント・グラウンドで、世界で最初の“公式”国際試合が、イングランドとスコットランドの間で実施された。スコアは0－0の引き分けだった。その後1880年代までに、スコットランド、ウェールズ、アイルランドではサッカー協会が結成された。19世紀後半のイギリスは世界中のあらゆる場所に進出する大英帝国であったので、サッカーが世界中に伝播されるのに非常に都合がよかった。サッカーは最初海外に進出するイギリス人が駐在先でプレーしたことによって伝えられた。1880年代末までには、ベルギー、スイス、フランス、ドイツといった西ヨーロッパ、中部ヨーロッパ、1890年代末までには東ヨーロッパや南米に、20世紀初頭にはアジア地域にも伝播した。
1863年イングランドで近代サッカー（現代のサッカー）が誕生した時からイングランドはロングボール戦法だった。イングランドに勝てなかったスコットランドは、1867年にショートパス戦法を考案。スコットランドはショートパス戦法確立後、1872年-1882年の10年間で、イングランドに対し、7勝2敗2分け得点39失点31試合平均得点3.55平均失点1.91と大きく勝ち越した。この2つの戦法が、近代サッカー（現代のサッカー）伝来と同時か時を経て各国に伝播されていき、各国のサッカー戦術の源流となった。
各国でいつ、どのようにサッカーが伝播し受容されていったかについては各国のサッカーの項目にある歴史の項を参照されたい。

### サッカー大会の開始
イングランドでは、1872年に最初のサッカー大会となるFAカップが開始された。これは他の多くの国、地域でのカップ戦のモデルになっている。FAカップでは最初はアマチュアクラブや、大学チームが活躍していたが、1880年代に入ると、生活保障を受けるプロフェッショナルプレーヤーが誕生しこれを主体としたクラブが上位を占めるようになった。こうした国内強豪クラブを集めて実施されたのが1888年から始まったフットボールリーグである。これはサッカーでは最初のリーグ戦であり、多くの国、地域が自国のリーグ戦のモデルとしている。

### プロフェッショナルの誕生と産業化
20世紀初頭までにイングランドでは完全にプロフェッショナルが主体となり、他の国、地域でもこれに追随した。アマチュアとプロフェッショナルの間で多少の軋轢があり、時期的な違いが見られるものの、当時強豪国と呼ばれていた国・地域のほとんどは1920年代までにプロフェッショナルへの移行を果たしている。
プロフェッショナルとなった彼等に払われるサラリーは当初ごく僅かなものであり、これはパブ仲間内で出し合ったお金で遣り繰りすることは可能であった。次第に選手へのサラリーが増大し、高額な移籍金で選手を集めるクラブが出現し始めると小額の資本でクラブを運営していくことは難しくなり、クラブの運営はより大きな資本を持つ者の手にゆだねられるようになった。最初は企業家、商人、医師といった地元の名士が名乗りを上げたが、1920年代以降になると次第にもっと大きな資本がクラブの運営に手を出すようになってきた。フィアットの資本的後援を受けたユヴェントスや、フィリップスの後援を受けたPSVアイントホーフェンなどはその一例である。

### 国際大会
サッカーで最初の国際大会は、オリンピックのサッカー競技であった。公開競技としては第一回のアテネオリンピックから行われており、1908年ロンドンオリンピックで公式競技として採用された。
オリンピックのシステムとサッカーのそれは互いに矛盾する点が幾つか見られた。前述の通り1920年代までに強豪国のほとんどがプロフェッショナルへの移行を果たしていたが、五輪憲章でアマチュア条項が規定されたオリンピックのサッカー競技では最強のナショナルチームを結成することは不可能であった。1904年に結成された国際サッカー連盟（FIFA）は、1930年からアマチュアもプロフェッショナルも出場可能な真のサッカー代表世界王者を決める大会としてFIFAワールドカップを開始した。なお、「ワールドカップ」という名称を最初に用いたのはサッカーである。以降アマチュアのオリンピックは急速に興味を失われていくことになる。なおオリンピックサッカー競技はその後、1984年のロサンゼルス五輪によるプロ参加の容認（五輪憲章のアマチュア条項自体は、このロサンゼルス五輪より10年前の1974年の第75回IOC総会で削除）などの制度の変遷を経て、1992年バルセロナ大会以降は男子に関しては「23歳以下の選手による大会」という性格を得るに至っている（詳細はオリンピックのサッカー競技の記事を参照）。なお、女子は1996年アトランタ五輪から五輪競技に採用され、採用時から現在まで女子A代表（年齢制限なしのその国最強の代表）の大会となっている。同じく女子A代表のFIFA女子ワールドカップは1991年から開催されている。
また、スキャモンの発達曲線から区分された育成年代のサッカー選手の各発達段階 に国際経験を積むことで、更なる成長を促すという目的で各年代別世界大会が男女とも開催されている。男子は1977年に開始されたFIFAワールドユース選手権（現FIFA U-20ワールドカップ）、女子は2002年に開始されたFIFA U-20女子ワールドカップが最初に開始されたFIFAの年代別世界大会である。
第二次世界大戦後には各大陸連盟が設立され、これらの下で大陸別選手権（例：アジアではAFCアジアカップ）が開催されるようになった。また同時に、各大陸連盟はクラブチームによる大陸別選手権（例：アジアではアジアクラブ選手権〔現AFCチャンピオンズリーグ〕）も実施した。ただしクラブチームによる世界選手権、FIFAクラブワールドカップが創設されるのは21世紀を待たなければならなかった。

## 現在

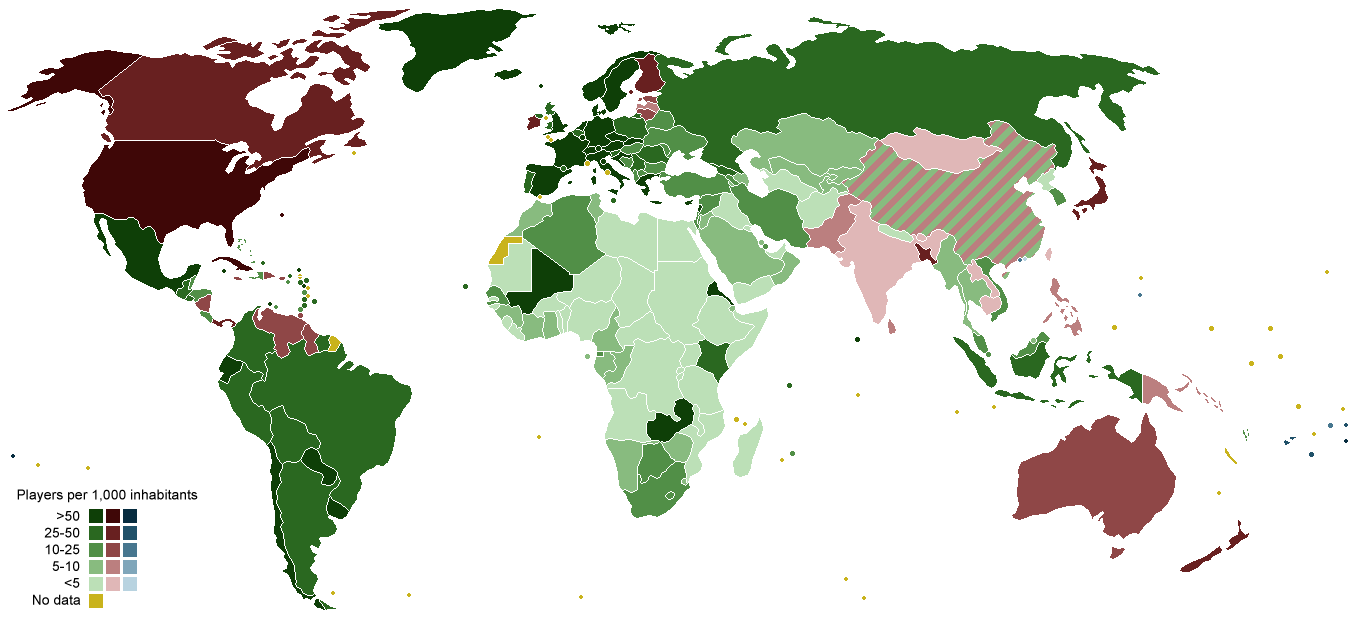
国別のサッカーの人気度（2001年）。緑はサッカーがもっとも人気のあるスポーツである国、赤はそうでない国。色が濃いほど1000人当りの競技人口が多いことを示す。

サッカーはボール以外に重要な道具を必要とせず、ルールも単純なため、先進国から開発途上国に至るまで広く普及している。11人でチームを作りグラウンドの上でプレーするという形態以外にも、様々な姿に形を変え、ヨーロッパや南アメリカを中心に世界中でプレーされている。世界中のほとんど全ての国と地域でナショナルチームが組織されていることはその現われの一つである。母数が多いため、純粋な統計を調べることは難しいが、競技人口および国際的な認識が最も高いスポーツである。
FIFAには2016年5月13日時点で全世界211の国と地域のサッカー協会が加盟しており、この他にもFIFA未加盟のサッカー協会が複数存在する（NF-Board参照）。
競技人口、すなわちFIFA加盟の各国サッカー協会に登録料を支払い登録している選手の合計は、2006年時点で2億6500万人以上で、競技人口に審判や競技役員も合わせたサッカー競技活動従事者は2億7千万人以上である。

## 種類
「11人集めてチームを作り、グラウンドの上でプレーする」と言う制約を除けば、現代のサッカーは以下のような形態でも行われている。
- ストリートサッカー（en:Street football）
- フットサル
- ビーチサッカー

これらについては上記各項目を参照。このうち、フットサルとビーチサッカーについてはFIFAによって世界選手権が開催されている。
ソサイチや4v4などより少人数や短時間で行うなど簡略化した競技も考案されている。
20世紀中頃まで競技者は男性が中心であったが、近年では女性の競技も認知され、また他方では健常者だけでなく障害を持つ者に対してプレーできるよう取り組みがなされてきている。

### 女子サッカー

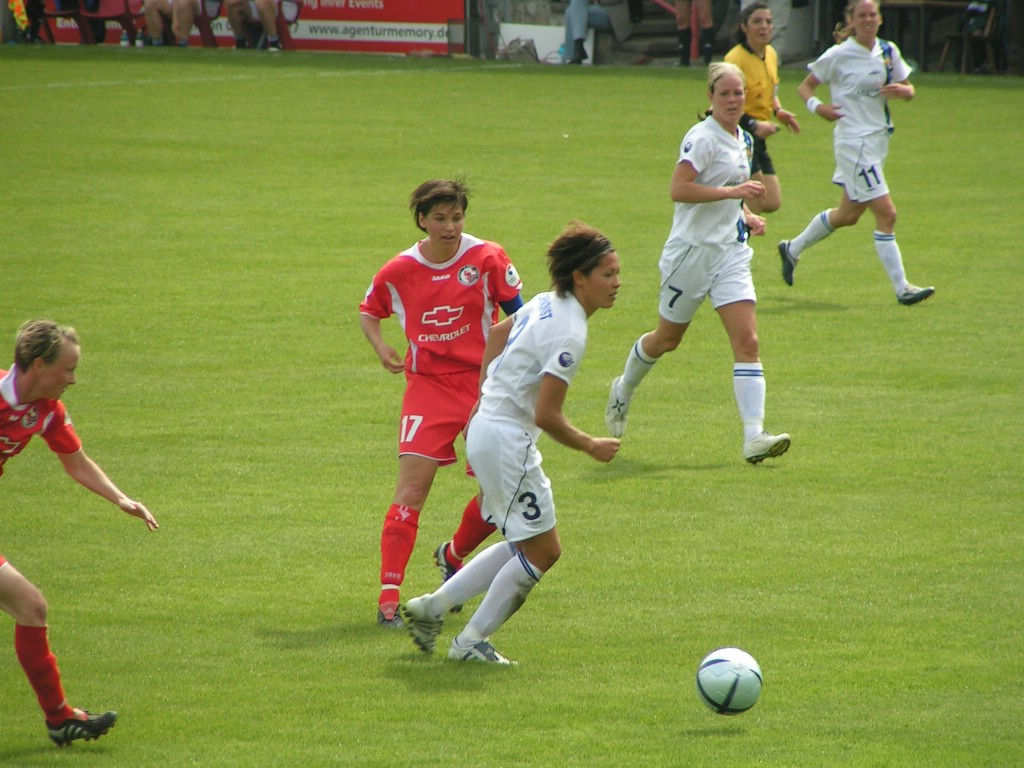
女子サッカーの試合

20世紀初めまでサッカーは「男のスポーツ」と見られていた。女性が男性のように髪を乱してスポーツをすることははしたない行為であり、殊にサッカーは太股を露にする動作が淫らであるといった認識がされていた。ただ実際には女性による競技もごくわずかながら行われていた。第一次世界大戦において女性も総力戦体制に動員されるが、これを受けて戦後は女性の地位が向上し、婦人参政権の確立などの権利拡大が図られた。平行して女性がスポーツをすることも認められるようになり、1920年代には女子サッカーは一つのピークを迎えた。
しかし様々な理由で女子サッカーは不当な扱いを受け続け、試合のみならず練習会場すらままならない状況が続いた。その後、1970年代ごろから女性にも競技機会が開放されると、アメリカや北欧を中心に女子サッカーは発展。1991年にはFIFA女子ワールドカップが開始され、1996年アトランタオリンピックからオリンピックの正式種目に採用されるなど（1996年アトランタオリンピックのサッカー競技も参照）、少しずつ市民権を得てきている。しかし競技のレベルや人気においては男性から程遠い状態にあり、女子代表選手が男子高校生に負けるなど厳しい立ち位置にいる。

### 障害者サッカー
20世紀末から、身体や発達に障害を持つ人向けのサッカーが広く行われ、パラリンピックやスペシャルオリンピックスなどの大会に採用されている。
| サッカーの名称                        | 対象       | 大会                                |
| ------------------------------------- | ---------- | ----------------------------------- |
| 電動車椅子サッカー                    | 肢体障害者 | 電動車椅子サッカーワールドカップ    |
| ブラインドサッカー                    | 視覚障害者 | パラリンピック                      |
| ろう者サッカー（デフサッカー）        | 聴覚障害者 | デフリンピック                      |
| 知的障害者サッカー                    | 知的障害者 | スペシャルオリンピックス 世界選手権 |
| 脳性まひ者7人制サッカー（CPサッカー） | 脳性麻痺者 | パラリンピック                      |
| アンプティサッカー                    | 肢体障害者 | アンプティサッカーワールドカップ    |

日本ではFIFAワールドカップ開催後の2002年8月に「2002 INAS-FIDサッカー世界選手権大会」が国際知的障害者スポーツ連盟と日本サッカー協会により東京、神奈川で開催された。

## ルール
サッカーのルールは全17条の項目であるサッカー競技規則とこれ以外の国際サッカー評議会 (IFAB) の通達やガイドライン等によって構成されている。日本では、日本サッカー協会が英語版を毎年改正部分を含めて日本語に翻訳、表現を見直しながら出版している。
- Laws of the Game 23/24 (サッカー競技規則2023/24) (Web版)(JFA)

IFABが毎年2月末頃（2月か3月）に開催する年次総会(AGM)において、ルール改正を討議し、出席者の3/4以上の賛成を得た場合（IFAB構成メンバー:FIFA4票、英本土4協会各1票計8票中6票以上）、ルールが改正される。「新競技規則（新ルール）」は5月末までにFIFAからFIFA加盟各国のサッカー協会に通達され、6月1日から全世界で施行される（国際試合は6月1日から有効。ただし、6月1日までにその年のシーズンが終了していない大陸連盟及び加盟協会は、その施行を次のシーズン開始まで延期できる。日本では例年6月1日以降のしかるべき日、遅くとも8月中には施行している。6月1日以前に、シーズンを開始する場合は、IFABの改正に関する通達の直後に施行することができる）。
このように、毎年サッカーのルールは細かく変更されている。そのため、審判は毎年、更新講習会を受ける必要があり、未受講の場合、審判資格を失効する。近年、IFAB年次総会で結論が出なかった内容などについては、6月か7月のIFAB特別会議を経て、その他の指示や方向性（通達）として改めて伝えられるようになった。したがって、以下のルールも変更あるいは削除（ルールおよび用語自体が無くなっている）されている場合がある。例えば、キーパーチャージ（ゴールエリア内のキーパーへのチャージを禁ずる）の反則は、1997年のルール改正で削除され現在は存在しない。

### フィールド （第1条）

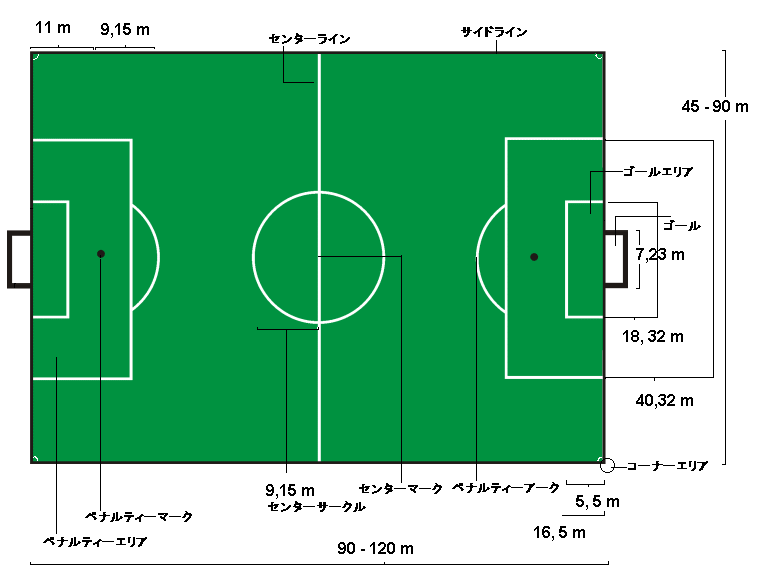
フィールド

- 大きさ : 縦105メートル×横68メートル（国際大会）
- ライン : 12センチメートルを越えてはならない
- ゴールの大きさ : 7.32×2.44メートル（内側寸法）、柱12cmを越えてはならない
- コーナーフラッグ : 高さ1.5メートル以上
- センターサークル : ゲームの開始時（キックオフ）、また、得点が入ったとき、ここの中心（センターマーク）からプレイが始められる。相手側の選手がこのエリアにいるときは、キックオフすることができない。
- タッチライン : フィールドの長辺（側方）に引かれたライン。ボールがこのラインからフィールドの外に出たとき、最後に触れた選手の相手方のチームにスローインが与えられる。
- ゴールライン : フィールドの短辺（ゴールの接する辺）に引かれたライン。ボールがこのラインからフィールドの外に出たとき、最後に触れた選手が攻撃側の場合はゴールキック、守備側の場合はコーナーキックになる。
- ペナルティーエリア : このエリア内では、守備側のゴールキーパーがボールを手で扱える。また、守備側が直接フリーキック(FK)にあたる反則をした場合には、攻撃側にペナルティーキック(PK) が与えられる。
- コーナーアーク : コーナーフラッグから描く、半径1メートルの4分の1の円
- ペナルティーマーク : ゴールから11メートルの点で、ペナルティーキックの時にボールを置く地点。

### ボール （第2条）

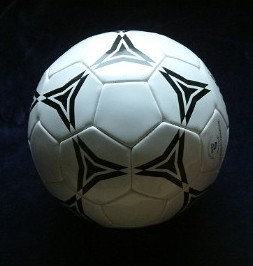
サッカーボール

- 大きさ : 外周は68センチメートル以上70センチメートル以下
- 重さ : 410グラム以上450グラム以下（試合開始時）
- 空気圧 : 0.6-1.1気圧

### 出場人数 （第3条）
- 11人以下。ただし、そのうち1人は必ずゴールキーパーであること。どちらかのチームが7人未満の場合は試合を行わない。また、試合中に7人未満になった場合は、国際サッカー評議会としては一方のチームが7人未満となった場合、試合中止すべきと考えるが、実際の判断は加盟協会の裁量に任せる（試合続行可能な1チームの競技者最少人数を加盟協会が決定してよい）。
- FIFA、各大陸連盟、各国協会が行う公式競技会ではいかなる試合でも最大3人まで交代できる。（1994 FIFAワールドカップ～2022年の改正前）
  - 国際Aマッチの親善試合では最大6人まで交代可能（たとえ対戦する両チームの合意があっても、7名以上交代させた場合は、国際Aマッチ認定を取り消し、その試合の記録は国際Aマッチとしては全て無効になる)。それ以外の試合であれば対戦者同士の合意と試合前の主審への通知があれば、最大交代人数をさらに増やすことができる。試合前に主審に通知されなかった場合、または合意出来なかった場合は、最大6人交代可能。
  - 2018 FIFAワールドカップからは延長戦に限り4人目の交代が認められ、この「延長戦での交代枠１人追加」はその他の主要国際大会でも導入された[54]。
  - 交代枠の人数の推移についてはサッカー競技規則#規則の発展を参照

### 用具（第4条）
- 袖のあるシャツ
- ショーツ
- ソックス
- スパイク
- 脛当て（シンガード、レガース）
- ゴールキーパーは、トラックスーツのパンツをはくことができる。
- ヘッドギア、フェイスマスク、また膝や腕のプロテクターなど危険でない保護用具で、柔らかく、軽いパッドが入った材質でできているものは、ゴールキーパーの帽子やスポーツめがねと同様に認められる[53]。

### 審判員（第5条、第6条）
フィールド内に主審が、タッチライン外側に副審2名が置かれる。大きな大会ではこれ以外に第4、第5の審判員が設置される。最近ではVAR（ビデオアシスタントレフリー）も導入されている。

### 試合時間 （第7条）
- 前後半45分の計90分。
  - 年齢、性別により変更できる。
  - いわゆるコールドゲームは原則的にない。
- 途中の選手交代や負傷などによる中断時間を審判員が独自に計測し、その分の余剰時間（アディショナルタイム）を付ける。
  - 一定以上の規模の試合では、第4の審判員が目安となる時間をタッチラインで明示する。
- 時間内に決着がつかなければ次のように取り扱われる。
  1. 引き分け : 各国リーグではそのまま引き分けにする場合が多い。
  2. 延長戦 : トーナメント戦で次のラウンドに進むチームを決める場合に行われることが多い。
  3. PK戦 : 延長戦でも勝者が決定しない場合に行われる。ごくまれに、延長戦を行わずにPK戦を行う場合もある。

### プレーの開始・再開（第8条）
キックオフ、直接フリーキック、間接フリーキックもしくはドロップボールで試合が開始、再開される。キックオフは前・後半の開始時と得点のあとにおこなわれる。試合前にコイントスで勝ったチームがエンドを選ぶか前半にキックオフをする。後半はエンドを入れかえ、前半にキックオフしなかったチームがキックオフする。ドロップボールはインプレー中に主審が試合をとめたときの再開方法。ドロップボールはボールがグランドにふれてから（バウンドしてから）蹴る。空中で蹴るとやりなおし。

### オフサイド（第11条）
相手側ゴールラインとボールの間、なおかつ相手側の選手2人（GK含む）より前あるいは間に味方が立ち、その味方にボールを蹴り出す行為。または、その味方がボールに関与する動きをしたり相手選手を邪魔すること。

### ファウル及び不正行為（第12条）
- グリーンカード : フェアプレーや良いことをした時に提示するカード。12歳以下の試合でのみ使用。
- イエローカード : 警告を告げる際に主審が提示するカード。同一試合に2枚で退場（レッドカード）となる。大会、形式によっては次の試合出場停止。
- レッドカード : 退場を告げる際に主審が提示するカード。大会、形式によっては次の試合出場停止。
- ハンドリング : ボールを手や腕で扱う反則。ただし、ゴールキーパーが自陣のペナルティエリア内にあるボールを扱う場合は反則とならない。故意や悪質と判断されたもの、決定的な得点の機会を阻止した（例：触らなければゴールになるシュートをフィールドプレイヤーが手で阻止した）場合には、警告や退場となる。ルール上故意とはあるが、故意か否かは本人にしか分からないので、基本的には手に当たったことにより敵チームが不利となる時には反則を取られる(ハンドリングにより得点やアシストをした場合など)。
- キッキング : 相手選手を蹴ること。
- トリッピング : 相手選手をつまずかせる行為。足、または体を使い相手選手を倒したり、倒そうとする行為。
- ジャンピングアット : 相手選手に飛びかかる行為。
- ストライキング : 相手を殴ること。または殴ろうとする行為。
- プッシング : 相手選手を押すこと。
- ファウルチャージ : 乱暴で危険な手法で相手選手にチャージする行為。または、妨害していない相手選手を背後からチャージする行為。
- ファウルコンタクト : ボールに触れる前に相手選手に触れること。
- ホールディング : 相手選手を押さえ込むこと。
- スピッティング : 相手選手に唾を吐きかけること。
- シミュレーション : 相手選手との接触による転倒を模擬して審判を欺く行為。
- アドバンテージ : 守備側が反則行為を行ったが、そこでゲームを止めない方が明らかに攻撃側に有利となる場合、そのままプレーを続行させることがある。この際に主審は両手を上前方にあげるジェスチャーを取ることで明示する。
  - これは反則を見逃すということではなく、次にプレーが止まった時点で流されたファウルに関しての警告や退場を告げることがある。

### フリーキック（第13条）
反則を犯したチームへの罰として相手チームによって試合を再開させるキック。基本的に身体的接触を伴う反則であれば直接得点できる直接フリーキック、そうでなければほかのプレーヤーに触れてからでないと得点できない間接フリーキックとなる。フリーキックの際は、守備側選手は一定距離離れなければならないが、その距離が満たされていなくても攻撃側は一定の場合を除き、キックでプレーを始めることができる。

### ペナルティーキック（第14条）

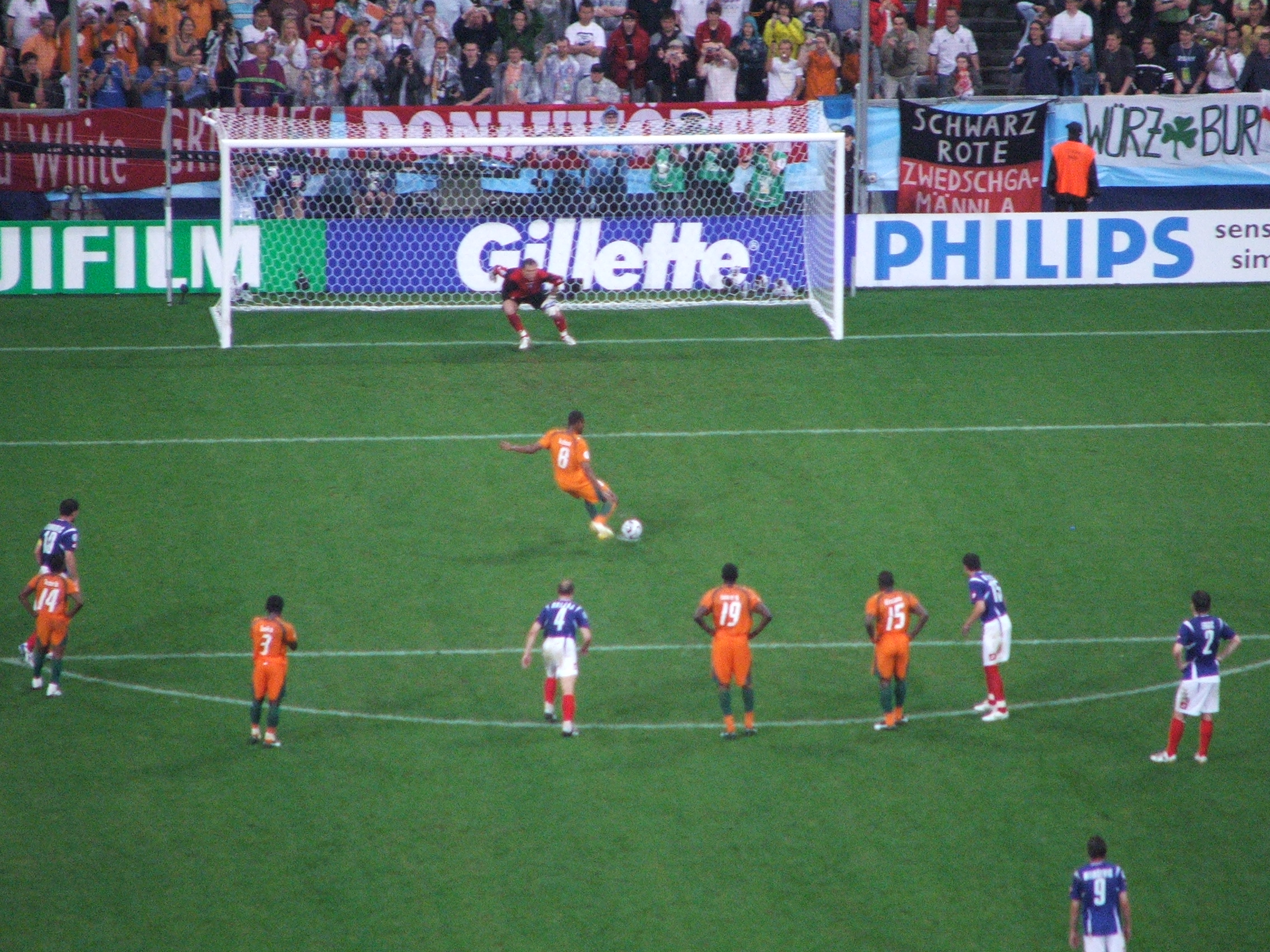
ペナルティーキック

ペナルティーエリア内で身体的接触を伴う反則を犯したチームへの罰として、直接フリーキックの代わりに相手チームに与えられるフリーキック。ゴールから11m(12yd)の位置から、GK以外に妨害されることなく直接得点を狙うことができる。

### スローイン（第15条）
タッチラインを割ったときに最後に触れた選手の反対のチームが、ボールが割った位置で頭上で両手を使ってボールを投げ入れて試合を再開する。このとき、両足を地面についていないといけない。直接ゴールを狙うことはできない。スローインのボールはオフサイドの対象とならない。

### ゴールキック（第16条）
ゴールラインを割ったときに最後に触れた選手が攻撃側だった場合、守備側がゴールエリア内にボールを置いてキックで再開する。直接ゴールを狙ってもよい。ゴールキックのボールはオフサイドの対象とならない。

### コーナーキック（第17条）
ゴールラインを割ったときに最後に触れた選手が守備側だった場合、フィールドの角を示すコーナーポストの位置から相手に邪魔されない形でキックすることができる。直接ゴールを狙ってもよい。コーナーキックのボールはオフサイドの対象とならない。

## ポジション
大きく分けて次の4つのポジションがある。
- ゴールキーパー（GK）: ゴールを守る選手。唯一ルール上で制定されており、チームごとに1人の出場が必要、ペナルティエリア内で手でボールを扱うことができる。しかし、ペナルティエリアを出てボールを扱う場合は、他のプレーヤー同様、手の使用は禁じられる。GKに対し、それ以外の選手はルール上フィールドプレーヤー（FP）と総称される。
- ディフェンダー（DF）: 主に後方で守備を行う選手。ここでプレイする人数によって「◯バック」と呼ばれる。
  - センターバック: ディフェンダーのうち、中央を守る選手。攻撃に参加する事は少ないが、上背があって屈強な身体をしている選手が就くことがほとんどで、その場合はセットプレイ時に攻撃参加することも多い。
  - サイドバック: ディフェンダーのうち、(特に4バックにおいて)両サイドを守る選手。機を見ての攻撃参加が要求される機会が多めで、スピード、体力、クロスを上げる能力といった具合に要求される能力が多い。
- ミッドフィールダー（MF）: 主に中盤で守備と攻撃とをつなぐ選手。
  - 守備的ミッドフィールダー（ボランチ、ディフェンシブハーフ）: 中盤の底（中央DFの前）に位置し、相手の攻撃を遮断すると同時に攻撃の起点となる選手。ゾーンプレス戦術で重要なポジション。
  - サイド・ミッドフィールダー（サイドハーフ）: 両サイドに位置するミッドフィルダー。サイドにおける攻撃と防御を担当する。攻撃寄りになるとサイドアタッカー（ウイング）となる。(主に3バックにおいて)MFより下がり目、DFよりも上がった位置でプレイをするとウィングバックとして、随時5バックの形を作るディフェンダー的にプレイすることもある。
  - 攻撃的ミッドフィールダー（トップ下、オフェンシブハーフ）: FWの後ろでプレイをする中央MFのこと。主にFWに対して効果的なパスを供給するアシスト、場合によっては自らシュートを決めることが役割。かつては個人技に優れた選手が活躍するポジションの一つだったが、激しいプレッシャーにさらされるにつれ、戦術の都合でこれを中央に配置しないチームも増えてきた。
- フォワード (FW): 主に前線で攻撃を行う選手。ここでプレイする人数によって「◯トップ」と呼ばれる。
  - ウイング: フォワードを3トップ、もしくは4トップにしている時の両翼に位置する選手。サイドから中央に切り込んでシュートするか、クロスを上げることで得点チャンスを作る。今日においてドリブル技術などの個人技に優れた選手が活躍するポジションの一つ。
  - センターフォワード: 中央最前線に位置する選手。シュートやヘディングを打ち、直接得点を狙う事が最終目的だが、後衛からのロングボールを味方のトップ下に折り返したり、ボールを持った相手のディフェンダーにプレッシャーを掛けたりと言った働きも行う。
  - セカンドトップ（セカンドストライカー）: 攻撃的ミッドフィールダーに近いポジションで、サイドから中央に切り込んだり、中央付近で多く活動したりしてCFを支援したり、あるいはCFに相手マークが向いた隙にボールを確保して得点への貢献を狙ったりする選手。

## フォーメーション

4-4-2

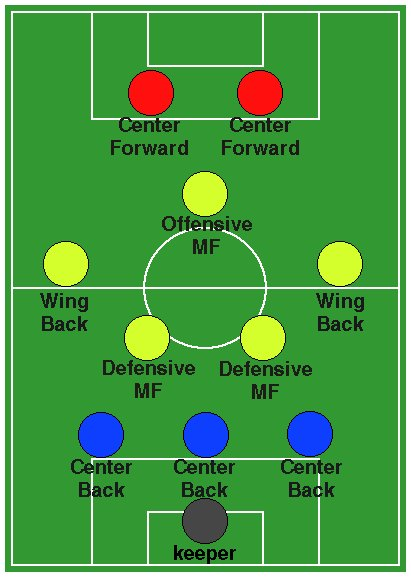
3-5-2(3-4-1-2)

選手の配置をフォーメーションといい、陣形とも翻訳される。フォーメーションは、DF-MF-FWの順番で各ポジションの人数を並べた「4-4-2」や「3-5-2」といった数字によって表記されることが一般化している。「4-4-2」は、DF4人、MF4人、FW2人、「3-5-2」は、DF3人、MF5人、FW2人というフォーメーションを表す。「3-4-1-2」のように、MFを２層に分けて表記する形式もある。

## 戦術
- トータルフットボール
- ポゼッションフットボール
- ムービングフットボール
- サイドアタック
- カウンター・アタック
- カテナチオ
- マンツーマンディフェンス
- ゾーンディフェンス
- プレスディフェンス
- ラインディフェンス
- フォアチェック
- リトリート
- ゾーンプレス
- オフサイドトラップ
- バイタルエリア
- パワープレイ
- 3バックシステム
- スイーパーシステム
- ダブルボランチ
- アタッキングサード：フィールドを3分割したゾーンのうち、相手ゴール側のゾーンをいう。
- 5レーン理論 ： サッカーにおけるフィールドを縦に5分割し、ポジショニングに対し約束事を設定するプレーモデルで、同レーン上にポジションが近い選手が並ばないで隣り合うレーンの選手は斜めのポジションをとるとなどの約束事を作り自然とトライアングルができパスコースを限定させない戦術。

## 技術
- キック : ボールを蹴り、移動させること。
- ヘディング : 頭でボールを叩いてパスやシュートを行うこと。
- シュート : ゴールの枠内へ向かってボールを蹴ること。
- ドリブル : ボールを蹴りながらボールとともに移動すること。
- キープ : 保持するという意味でサッカーにおいてボールを持ち続けること。
- マノーン : 「相手がきている」と言う意味。
- ターン : 方向転換をすること。
- ラン・ウィズ・ザ・ボール : 味方からのパスなどをワンタッチでスペースへ出して、素早く走りこみボールに付いて行くこと。
- パス : ボールを足で蹴るなどして味方選手に渡すこと。
- センタリング : フィールド左右の敵陣深い位置（ペナルティエリア付近）からゴール前を狙ってロングパスを蹴ること。クロス或いはクロスボールとも呼ぶ。
- フィード : 前方へのパスという意味で使われることが多い。ディフェンダーや守備的ミッドフィールダー、ゴールキーパーが前線に長いパスを送る（ロングフィード）ときなどに使われる。
- トラップ : ボールを受け止めて、次の動きを行いやすい位置にボールを移動させること。
- フェイント : 相手競技者にプレーの意図を読まれないようにするための動作。
- ポストプレー : ゴールに背を向けて、相手選手を背負いながらボールをもらうこと。「楔（クサビ）を受ける」とも言う。
- スルー : 他にもパスを受けられる味方の選手がいる場合に、ボールには触れず自分を通り抜けさせるプレー。主にディフェンダーの意表を突くプレーとして用いられる。
- スルーパス: 相手の選手や仲間の選手の間を通り抜け、ある仲間の選手の前のスペースに出すパスのこと。
- フリック: 自分に向かってきたボールに軽く触り、すらすような形でコースを変えるプレー。しっかりと蹴ってパスするということではなく、自分にきたパスの軌道を若干変えるだけで流すようなイメージ。 特にゴール前など相手の意表をつくプレーがもとめられるシーンに多く使われる。フリックは主にパスの一つとして考えられるが、相手守備を抜き去るための技として用いられることもある。
- スクリーン : ボールを持っているときにボールと相手競技者の間に自分の身体を入れて、ボールを奪われないようにする技術。
- チェイシング : ボールを持った選手を追い掛け回すこと。「フォアチェック」とは、チェイシングを高い位置から行うこと。
- ボディシェイプ : 競技者の動きと身体の姿勢を表す概念。ボールを持っているとき持っていないとき関わらず、常によいボディシェイプで視野を確保することがいいプレーをするために非常に重要。
- フィジカル : 選手の能力の身体的な面。英語のphysicalが元。精神的な面の「メンタル」の対となる。持久力の高さ、体格の良さ≒競り合いの勝ちやすさなどに優れていると「フィジカルが強い」と表現する。
- チャージ : 肩などを使って自分の体を相手競技者の体にぶつけて押したりして、相手競技者のプレーを妨害する行為。肘より下の部分を使った場合や、過度に激しいチャージはファウルとなる。
- ディレイ : ボールを奪いに行くのではなく、相手の進路をふさいで攻撃のスピードを遅らせること。
- オン・ザ・ボール : ボールを持っているときの動き。
- オフ・ザ・ボール : ボールを持っていないときの動き。パスを受けるためのスペースを作る・スペースを使うために重要な動き。
- オーバーラップ : 後ろにいる選手が前にいる選手を追い越す動き。或いはディフェンダーの攻撃参加のことをいう。
- クリア : ピンチの時などに、タッチラインやゴールラインの外、前方などにボールを蹴り出したり、跳ね返したりすることを言う。
- カバーリング : 味方が抜かれたときに自分の持ち場を離れて助けに行くことや、味方の選手が攻め上がって空いてしまった場所を埋める動きのこと。
- ジョッキ: ドリブルしている相手の選手をある方向に追いやること。

守備技術はディフェンス (サッカー)を参照。

## その他の用語

### プレイ関係
- ハットトリック : 1試合個人3ゴールを達成すること。元々はクリケットの用語。
- アシスト : 得点につながったラストパス。
- マリーシア : ずる賢いプレー。ポルトガル語で「ずる賢さ」という意味がある。
- フリー : ボールを受ける際、近くに敵がいないこと。
- スペース : 選手が誰もいない空間。
- ギャップ : DFとDFの間にできる隙間。
- サイドチェンジ : ボールのあるサイドから逆のサイドへ（ロング）ボールを送ること。
- 放り込み : 中盤を飛ばして前線にロングボールを入れて攻めること。
- リトリート : 守備時にほとんどの選手が自陣まで下がり、ゴール前のスペースをなくしてチャンスを与えないようにすること。
- ビルドアップ : 攻撃の組み立てのこと。この言葉がよく使われる場面は、守備から攻撃に転じた際に、最後尾のディフェンスの選手から、パスをつなぎながら徐々に前にボールを運んでゆく状況。
- スイッチを入れる : ボールを前線へ運ぶことから、ゴールを奪うために攻撃をスピードアップさせるきっかけとなるプレー。クサビのパス、サイドチェンジ、ドリブル突破など。
- プレッシング : DFラインからFWまでの距離をコンパクトにし、高い位置から積極的にボールを奪いに行くこと。
- ゾーン : マークする相手を特定の選手に決めるのではなく、選手ごとに担当するゾーンを決めマークを受け渡しながら守る形。
- マンツーマン : 守備時にマークする選手を決め、マークする選手の移動に合わせてついていくこと。
- ブロックを作る : 守備時に中盤の選手またはFWの選手も自陣まで下がりDFラインと協力してゴール前のスペースを消すこと。
- トランジション : 攻守の切り替えのこと。トラジションともいう。
- 削る : 相手の体力やパフォーマンスを削減するボディーコンタクト。意図的に行った場合はファウルだが、方法や程度は厳密でなく、ファウルとならない程度の上半身や腰・脚による激しいボディコンタクトを含む。公的・個人間で認識や見解が異なるので注意が必要。特にスパイクの裏ですね辺りを蹴ったり、膝を入れたりする事を表現する場合がある。激しく足をはらいに行く行為などを含む場合がある。
- サポート : ボールを持つ選手にとってパスの受け手となれるポジションへ移動すること。
- 受け渡す : 自分がマークを担当していた選手を他の選手に任せること。ゾーンディフェンスに見られるが、マンツーマンでマークしているときも、状況によって行うこともある。
- 落ちる : 前線にいた選手が、パスをもらうためにボールを受けやすい場所へ下がってくる動きのこと。同義語に「下りる」。
- スイッチ : ボールを保持していない選手がボールを保持している選手のところまで走り、すれ違いざまにボールを受け渡すこと。
- ダイアゴナル ： 対角線。ダイアゴナルパス、ダイアゴナルラン。
- 矢印 ： 守備者の身体の向き。動こうとしている方向。動く方向。膝の向き。
- セカンドボール : どちらのチームが保持しているか明確でないボールをめぐって、1人あるいは複数のプレーヤーが争っている状況を指す。

### 選手関係
- キッカー  : ボールを蹴る選手。下記2件とは違い、転じて「上手にボールを蹴る選手」「プレースキックが上手い選手」を指すことは少ない。
- ドリブラー : ドリブルをする選手。転じて「上手にドリブルする選手」を指すこともある。
- パサー（パッサー） : パスを出す選手。転じて「上手にパスを出す選手」を指すこともある。
- ストライカー : 積極的にシュートを打ち得点を決めるフォワードの選手。特に得点の多いストライカーを「エースストライカー」と呼ぶ。
- ファンタジスタ : トリッキーなプレーやアクロバティックなプレーをし観客を魅了する選手。
- クラッキ：名手。
- ハードワーカー : 味方のために激しく動き回って献身的なプレーをする選手。
- 水を運ぶ人：同上。
- 守護神 : ゴールを堅固に守ってくれる優秀なゴールキーパー。
- ポリバレント：複数のポジションを一定の水準以上でこなせる選手。ユーティリティープレイヤー、マルチロールプレイヤー（マルチプレイヤー）ともいう。
- ボールウォッチャー : マークする選手から目を離し、ボールを見ているだけの状態になった選手のこと。
- エースキラー : 相手チームのキープレイヤーの持ち味を消し、機能させないようにする選手。
- カードコレクター : イエローカードやレッドカードを、主審から他の選手と比べてよく出される選手。
- ダイバー : 故意に転倒しファウルを受けたと見せかけ、審判を欺くプレイ（ダイビング(ダイブ)）を多用する選手。

### その他
- ゴールセレブレーション : 得点を決めた後にその喜びを表現する事。日本では「ゴールパフォーマンス」ともいう。
- サポーター : サッカーファンの中でも熱心に自分の贔屓にしているチームを応援する人々。
- フーリガン : サッカーファンの中でも暴力を目的とする人々。
- ダービーマッチ : 同一都市に本拠地を置くチーム同士の対戦。
- 無観客試合 : 敢えて観客を入れずに試合をすること。なんらかの罰則として行われることが多い。
- クリーンシート : 無失点試合のこと。
- 勝ち点 : リーグ戦において、その試合の勝敗に応じてチームに与えられるポイント。多くのリーグ戦において、順位決定の最優先となる。勝利=3ポイント、敗北=0ポイント、引き分け=両チームに1ポイント。
- エスコートキッズ : 選手入場の際に、選手の引率などをする子供。
- ホペイロ  : ポルトガル語で「用具係」の意。
- ポケット ： ゴール脇のスペース。
- エンド : 対戦するチームの攻撃や守備の陣地。

## サッカー選手
- サッカー選手一覧

### サッカー選手に贈られる賞
- バロンドール
- UFFA欧州最優秀選手賞
- FIFA最優秀選手賞
- ゴールデンボーイ賞

## サッカーの大会

サッカーナショナルチームの主な国際大会

サッカーの大会は世界中で数多くある。年齢別にも多くの国際大会を経験することが可能で、若い選手の成長につながっている。また、その多くの国際大会を開催する開催国にとっても、ホスト国としての国際的な経験とノウハウを得ることが可能である。
- サッカーの国際大会一覧
- 女子サッカーの国際大会一覧
- 日本のサッカー大会一覧
- 世界のサッカー（サッカーリーグの一覧）

## サッカーの団体
- 国際サッカー連盟（FIFA）
  - アジアサッカー連盟（AFC）
  - アフリカサッカー連盟（CAF）
  - 北中米カリブ海サッカー連盟（CONCACAF）
  - 南米サッカー連盟（CONMEBOL）
  - オセアニアサッカー連盟（OFC）
  - 欧州サッカー連盟（UEFA）
- 国際サッカー評議会（IFAB）
- NF-Board

## サッカーの競技施設
- サッカー競技場一覧